# Les Eres (Calldetenes)
Les Eres és una masia de Calldetenes (Osona) inclosa a l'Inventari del Patrimoni Arquitectònic de Catalunya.

## Descripció
Masia de planta irregular, coberta a dues vessants amb el carener perpendicular a la façana orientada vers a ponent. Consta de planta baixa, primer pis i golfes. A la façana s'hi obre un portal rectangular amb llinda de fusta, a la part dreta s'hi adossa un cos que junt amb un mur de l'esquerre tanca la lliça. Al primer pis s'hi obren dues finestres amb un petit ampit i uns estucs que imiten els carreus de marc. El mur de tramuntana és atalussat i gairebé cec com el de llevant, el qual presenta afegitons de totxo. A migdia s'hi adossa un cobert de construcció moderna. És construïda amb maçoneria, alguns sectors de tàpia i totxo. L'arrebossat es troba un xic deteriorat.

## Història
Masia que la trobem registrada en els fogatges de la parròquia i terme de Sant Martí de Riudeperes de l'any 1553, aleshores habitava el mas un tal Francesc Heras. No tenim cap dada que ens permeti donar cronologia a les diverses etapes constructives de l'edificació. Aquesta masia es troba molt a prop del Mas Tona on Mn. Cinto va passar la seva joventut i molts biògrafs han formulat la hipòtesi que fos la pubilla del mas Eres, la que va inspirar la poesia de «Lo Roser del mas les Heures» i altres narracions autobiogràfiques del poeta durant la seva estada a Can Tona.